# Gavin Stark
Gavin Stark (Nueva Zelanda, 18 de diciembre de 1995) es un jugador profesional neozelandés de rugby que se desempeña en la posición de fullback en Union Sportive Oyonnax Rugby, equipo perteneciente a la liga Top 14.

## Carrera
En 2015 comenzó su carrera deportiva con el equipo Otago, en el cual jugó cuatro temporadas (2015-2019), después pasó a Biarritz Olympique Pays Basque (2019-2022), luego a Union Sportive Oyonnax Rugby, donde lleva jugando dos temporadas.